# Abbaye de Watten
L'abbaye Notre-Dame du Mont de Watten, fondée par le prêtre Olfride en 1072, fut le premier monastère de chanoines réguliers de saint Augustin dans le comté de Flandre et un avant-poste de la réforme grégorienne. Après avoir abrité un noviciat de jésuites anglais de 1623 à 1765, le monastère fut grandement endommagé à la fin du XVIIIe siècle.
La tour de l'abbaye (avec les murs d'enceinte) fait l’objet d’un classement au titre des monuments historiques par arrêté du 10 février 1909 ; le reste de l'abbaye est classé par arrêté du 21 novembre 1980.

## Histoire

### Moyen Âge
En 874, une chapelle dédiée à saint Riquier est établie au sommet du mont de Watten. En 881 les Normands détruisent Watten.
Au milieu du XIe siècle,  un moine anachorète du nom d'Alphume construit une chaumière pour accueillir quelques moines autour de la chapelle dédiée à Saint Riquier.
Le 8 juin 1072, sous le comte de Flandre Robert Ier de Flandre (Robert le Frison), qui lui fait et lui fera des donations, un monastère sous la règle des Augustins est créé et le prêtre Olfride originaire du diocèse de Tournai devient le premier prévôt. Le monastère est placé sous la protection de Saint-Nicolas et de Saint-Riquier.
Olfride s'est assuré la protection du comte de Flandre Robert le Frison, petit-fils du roi de France. Un seigneur local du nom de Adam, « forestier » du comte, et Drogon, évêque de Thérouanne, aident Olfride à créer sa communauté, en facilitant son affranchissement de l'Abbaye de Saint-Winoc à Bergues. Adam fournit les matériaux de la construction. La comtesse douairière Adèle est considérée comme la  « bienfaitrice » du monastère. C'est elle qui en pose la première pierre et qui accompagne Olfride à Rome en 1077 pour obtenir la protection du pape Grégoire VII. Pour s'être opposé au clergé de Thérouanne et à l'évêque Drogon accusé de simonie et au sujet de l'élection du prévôt de Bergues Saint-Winoc, (en 1072, Drogon, a autorisé les religieux de Watten à élire un prévôt (équivalent d'abbé), Olfride est excommunié en 1079 et meurt à Gand en 1085. Du XIe siècle au XIIe siècle l'abbaye de Watten se dote de nouvelles terres issues de la mise en valeur (polderisation) de la Plaine maritime flamande. En 1085, Gérard, évêque de la Morinie (évêques de Thérouanne), déclare avoir donné au monastère de Watten l'église de Millam et la chapelle de Merckeghem.
En 1081, un an après la nomination d'Alphume comme second prévôt, le monastère est gravement endommagé par un incendie. En 1088, Bernold succède à Alphume comme prévôt.
En 1093, Robert II de Flandre, dit Robert de Jérusalem, comte de Flandre, qui a multiplié les donations à l'abbaye lui donne la terre de Holeke (Holque) avec bois et marais ainsi que 53 hectares à Looberghe. À partir de cette date, le dessèchement du territoire d'Holque est effectué par les moines. Les comtes de Flandre successifs vont confirmer ces donations et en rajouter de nouvelles, comme 132 hectares à Cappelle-Brouck en 1172.
En 1097, le chapitre régulier de Watten est placé sous le vocable de Notre-Dame du Mont. Il accueille des reliques en provenance de Terre sainte: cheveux de la Vierge, reliques de Saint Nicolas et de Saint Mathieu, envoyées par le comte Robert II, alors en terre sainte dans le cadre de la première croisade. La comtesse Clémence, épouse de Robert, assiste à la dédicace donnée à l'occasion et ajoute des biens.
En 1161, Milon II, évêque de Thérouanne concède à l'église de Watten, l'autel de Looberghe et un revenu annuel de quatre marcs.
En 1168, Thierry d'Alsace meurt et se fait inhumer à Watten, dont il avait fait son lieu de séjour favori. Thierry avait continué la tradition des comtes de Flandre de protection de l'abbaye par la dotation de terres (terres à Bollezeele, à Cappelle-Brouck trois cent trente mesures de terres nouvelles , soit environ cent trente cinq hectares de terres gagnées sur les marais, terres situées à Looberghe), obligation faite à Henri de Bourbourg, châtelain de Bourbourg de reconnaître avoir troublé injustement l'abbaye dans ses possessions à Holque et de renoncer à toutes prétentions sur ces terres; exemption des terres de l'abbaye de toutes impositions, y compris celles dues au châtelain. Son fils Philippe d'Alsace accorde la même année à l'abbaye de disposer du cours d'eau appelé Holoca et de supprimer celui appelé l'Ems qui était inutile et dommageable à l'église. L'année précédente, il lui avait fait un don pour l'âme de son frère Guillaume Bron (seigneur de Ravensberghe).
En 1173, l'abbaye de Watten est en litige avec l'abbaye Notre-Dame de Bourbourg au sujet de différentes terres, des arbitres sont désignés pour départager les deux monastères. (Ce genre de contestations entre une abbaye et un autre monastère, ou un seigneur local était très fréquent; en 1241, l'abbaye a un litige avec le chapitre d'Aire-sur-la-Lys).
En 1183, à la demande du prévôt (équivalent de l'abbé), Philippe d'Alsace déclare prendre sous sa garde l'église de Watten. il s'engage à protéger ses propriétés et toutes celles reçues des comtes avant lui. Il rend ces terres libres et exemptes des droits de juridiction et d'impôts de la keure (loi communale) de Bourbourg (l'abbaye dépendait de la châtellenie de Bourbourg pour ses terres situées sur le territoire de celle-ci). Il donne au prévôt droit de justice civile et criminelle sur les terres de l'abbaye avec le droit de nommer des échevins, keurheers et officiers de justice (autrement dit, il lui accorde l'équivalent de la totalité de la justice seigneuriale. Ainsi, en 1240, l'abbaye se voit reconnaitre le droit de rendre la justice à Zuypeene.
En 1186, l'abbaye gère son domaine : elle procède à un échange de terres avec l'abbaye des Dunes : elle lui cède 5 mesures de terre située à Sintinis (Petite-Synthe) contre 7 mesures situées à Hersinghem (Eringhem) et elle passe un accord avec l'abbaye de Saint-Bertin de Saint-Omer sur le montant de la redevance due (22 portions d'anguilles plus douze sous et dix deniers) pour l'usage d'eaux ou de réservoirs nommés Waren (peut-être Wahrem?). L'abbaye défend ainsi ses droits, en 1199 l'affaire des dîmes de Sintes lui vaut un litige avec Bergues, voir ci-dessous le prévôt Arnoul, et n'hésite pas à s'opposer à des hommes puissants si nécessaire : en 1195, elle déclare n'avoir pas à fournir le droit de vivres (procuratis) à Eudes III de Bourgogne, duc de Bourgogne, en tournée en Flandre. Eudes n'insiste pas et le reconnait le 13 juin 1195, tandis qu'il est à Gravelines.
L'abbaye bénéficie également de dons du connétable de Flandre, châtelain de Cassel : Michel de Harnes ou de Boulaere ou de Boulers effectue en 1217, puis plusieurs fois en 1219;  ainsi, du consentement de sa femme Christine et de la comtesse de Flandre Jeanne de Constantinople, il fait remise à l'abbaye, moyennant deux cents livres de Flandre, des différents droits seigneuriaux qu'il percevait sur ses domaines de Lederzeele, Volckerinckhove, Rubrouck, Broxeele, Peene (Noordpeene), Bollezeeele et encore en 1221 et 1222.
De 1224 à 1226, l'abbaye va se retrouver au cœur d'une affaire locale compliquée : celle de la dîme de Rubrouck. À l'origine, Jean de Bailleul, qui détient cette dîme, déclare que, contraint par la nécessité (difficultés financières probables), il en vend une partie à l'abbaye, en octobre 1224. Les actes vont se succéder à ce sujet avec l'intervention de moult personnages, de la comtesse de Flandre à l'épouse et aux enfants de Jean de Bailleul, ayant ainsi perdu une partie de leur patrimoine, et autres seigneurs qui confirment ou précisent les faits. Finalement, l'abbaye va conserver la dîme et voir même sa part dans la perception de celle-ci augmenter, mais de l'ordre de trois ans et une dizaine d'actes seront nécessaires pour que l'affaire se termine à son bénéfice. Cette situation était tout sauf courante : en général, ce genre de vente ne faisait l'objet que deux ou trois actes : vente par le bénéficiaire, confirmation par son suzerain (le comte de Flandre) et/ou par l'évêque concerné. Toute la difficulté semblait venir de la question : Jean de Bailleul pouvait-il ainsi disposer de la dîme de Rubrouck, et cette vente, sous pression probable de créanciers, était elle fondée? Elle témoigne des dispositions légales à propos de la propriété des biens au Moyen Âge (voir section Histoire de Rubrouck). L'affaire semble continuer à faire des remous : en 1263, Guillaume de Hondschoote, prévôt du chapitre de Sainte-Walburge de Furnes, nomme avec le chapitre, un arbitre chargé de terminer le différend existant entre les habitants de Rubroc (Rubrouck) et l'abbaye de Watten.
En 1297, l'abbaye se range derrière le comte de Flandre Gui de Dampierre en guerre contre le roi de France Philippe IV le Bel. Celui-ci bénéficie du soutien de l'Église dans ce conflit. De ce fait, l'archévêque de Reims et l'évêque de Senlis mettent sous interdit les domaines du comte de Flandre (et de ses partisans) au motif de rébellion contre le roi. Le roi remporte la victoire (siège de Lille 1297) et les troupes françaises occupent le comté. L'Église réagit un peu plus tard, pour assurer l'indépendance de l'abbaye vis à vis du roi : l'évêque de Porto et de Sainte Ruffine, proche du pape, ordonne à l'évêque de Thérouanne de relever le prévôt de Watten des censures encourues à la suite de sa « rébellion »
En 1302, l'abbaye est fortifiée par les Flamands.
En 1349, le comte Louis II de Flandre, (Louis de Male), prend sous sa sauvegarde les biens et les personnes de l'église Notre-Dame à Watten. Il mande à ses officiers de justice et spécialement aux baillis de Cassel, Bourbourg et Bergues de prendre toutes les mesures adéquates.

### Époque moderne
En 1566, le monastère de Watten subit le passage des « briseurs d'image » (iconoclastes) protestants, lors de la Révolte des Gueux. Ces destructions s'ajoutent aux conséquences du passage des troupes françaises sur ces terres espagnoles. Jean Fachin prévôt cède alors vers 1564-1566, la prévôté  au premier évêque de Saint-Omer Gérard de Hamericourt, intronisé après la division du diocèse de Thérouanne en 1560. Les revenus de l'abbaye sont annexés à ceux de l'évêque de Saint-Omer, à charge pour lui de nourrir les religieux. 
À la fin du XVIe siècle, l'abbaye est détruite une nouvelle fois et reconstruite par l'évêque de Saint-Omer. C'est de cette époque que date la tour actuelle de l'abbaye, ainsi qu'une grande partie des murs d'enceinte.
En 1608, les jésuites anglais proscrits dans leur pays, en exil, sont autorisés par l'évêque à s'installer dans les bâtiments du monastère quasi abandonnés, afin d'y ouvrir un noviciat. l'évêque ne leur donne toutefois qu'une partie des biens de l'abbaye et se garde le reste. L'opposition de l'ambassadeur d'Angleterre à Bruxelles et d'autres problème administratifs font que les premiers novices anglais - ils sont trente - n'y arrivent qu'en 1623. Ce noviciat accueille jusqu'à 100 novices, et est doté de nombreux bâtiments et jardins. Entre 1644 et 1646, l'abbaye-noviciat est entourée de fortifications non recouvertes. Les Jésuites y restent jusqu'en 1763, date de la suppression de la Compagnie de Jésus  puis ils sont remplacés par des prêtres séculiers, leurs biens retournant à l'évêque de Saint-Omer.
En 1769, le monastère, récupéré par le diocèse de Saint-Omer, est détruit par l'évêque (sauf la tour et les murs de clôture). Avec les ruines de l'abbaye une résidence d'été et une ferme sont construites, et existent toujours.
En 1789, l'abbaye est vendue comme bien national, la tour échappant à la destruction grâce à son rôle de repère joué auprès des navigateurs.
En 1822, la tour de l'abbaye devient propriété du ministère de la Marine, puis du ministère de la Culture lors de son classement en 1909.

### Époque contemporaine
Lors de la seconde Guerre mondiale, l'abbaye est occupée par les Allemands qui font de la tour un poste d'observation.
En 2008, la tour de l'abbaye est rétrocédée à la Commune de Watten.

## Patrimoine
Le patrimoine de l'abbaye de Watten était très étendu : les dons faits par plusieurs notables régionaux, cités ci-dessus dans la section Histoire, en donnent une idée.
Au niveau patrimoine autre que matériel, il faut citer qu'Ebrard, chanoine régulier de l'abbaye, a rédigé une chronique du monastère dans les années 1080-1085.
De nos jours, ne demeure plus que la tour de l'ancienne abbaye, en ruines, classée monument historique en 1980.
Quelques pièces de mobilier de l'abbaye figurent actuellement dans l'église Saint-Gilles de la commune, de même que des matériaux de l'abbaye ont été utilisés pour rénover le moulin qui date de 1731 (voir Watten section Culture et patrimoine).

## Liste des prévôts
L'abbaye de Watten est dirigée non par un abbé, mais par un prévôt.
- 1072-1079 : Olfride est le premier prévôt; excommunié en 1079, mort en 1085 à Gand
- 1080- 1088 : Alphume
- 1088- 1097 au moins : Bernold[30].
- 1168 à 1178  au moins : Alexandre[31].
- 1183 à 1199 au moins : Arnould[32]; en 1199, Arnould passe un accord avec l'abbaye de Saint-Winoc de Bergues à propos d'un litige entre eux sur des dîmes se prélevant à Sintes[33].
- 1212 à 1220 au moins : Hugues, nommé arbitre en 1220 avec l'abbaye de Clairmarais, lors d'un conflit entre Gilbert, seigneur d'Haverskerque et l'abbaye de Saint-Bertin de Saint-Omer; le prévôt H. est cité dans un acte de 1212.
- 1231 : P. prévôt de Watten[34].
- 1255-1256 : M., a priori Michel, est un des arbitres nommés en 1255, pour terminer un conflit entre le chapitre d'Aire-sur-la-Lys, et les responsables des watringues (watergraves, littéralement comtes de l'eau), de Bergues et de Bourbourg au sujet de la chute d'eau d'un moulin à Watten[35]. En 1256, il est de nouveau arbitre avec le bailli de Furnes Chrétien de Zwarte, et un religieux de l'abbaye des Dunes, pour terminer un litige entre le chapitre de Loo et les échevins de la paroisse à propos de travaux à effectuer dans l'église du lieu[36].
- 1299 : Baudouin, prévôt de Watten, (est retrouvé dans un acte où il est question d'une donation faite par Robert de Boulogne prévôt de la cathédrale Saint-Martin d'Ypres[37].
- 1424 : Jacques Chevalier[38].
- Avant 1518 : Gérard de Quinghien[39].
- 1518-1520 au moins : Jacques d'Ausque, juge commissaire pour la conservation des privilèges ecclésiastiques jusqu'en 1519, présent le 22 juillet 1520 en tant que prévôt de Watten à la consécration de l'église de l'abbaye de Saint-Bertin par l'abbé Antoine de Bergues[39].
- 1564-1566 : Jean Fachin est le dernier prévôt[24].